# You Don’t Have to Die
You Don’t Have to Die ist ein US-amerikanischer Dokumentarfilm aus dem Jahr 1988.

## Handlung
Jason Gaes ist sechs Jahre alt und leidet am Burkitt-Lymphom. Jason wird in die Mayo Clinic in Rochester, Minnesota gebracht. Bis er dort ist, ist der durch den Krebs verursachte Tumor rapide angewachsen. Der Junge erzählt über seine Chemotherapie und die operativen Eingriffe, die zu seiner Genesung geführt haben. Über seine Erfahrungen schreibt Jason ein Buch, das von seinem älteren Bruder Adam und seinem Zwillingsbruder Tim mit Illustrationen versehen wird. Mit diesem Buch will Jason anderen krebskranken Kindern Zuversicht geben.

## Auszeichnungen
1989 wurde der Film in der Kategorie Bester Dokumentar-Kurzfilm mit dem Oscar ausgezeichnet.